# Fahrbetriebsmittel
Fahrbetriebsmittel ist ein zusammenfassender Begriff für die Bahn- und Straßenfahrzeuge und aller anderen in technischen Verkehrsanlagen für den Personen- und Gütertransport bewegten Objekte. Zu den Letzteren zählen z. B. die in Seilbahnanlagen transportierten Kabinen, Gondeln und Materialbehälter (z. B. die Loren in Lorenseilbahnen). Luftfahrzeuge sind i. d. R. nicht eingeschlossen.

## Einzelnachweis
1. ↑   Graz-Köflacher Bahn und Busbetrieb GmbH: Fahrbetriebsmittel